# Нгорореро
Нгороре́ро (руанда , англ. и фр. Ngororero) — город в Руанде, административный центр района Нгорореро.

## География
Нгорореро находится в одноимённом районе, Западная провинция, северо-западная часть Руанды. Высота над уровнем моря — 1654 метра. Расположен в 34 километрах к северу от Гитарамы, ближайшего крупного города.

## Климат
Город расположен в области тропического климата с сухой зимой и дождливым летом (Aw по классификации Кёппена). Средняя годовая температура составляет 18 °C. В среднем за год выпадает 985 миллиметров осадков.

## Население
По данным переписи 2012 года, население города составляет 5764 человека.